# Champagne
Champagne [ʃɑ̃ˈpaɲ] je bývalá francouzská provincie v severovýchodní Francii, které dnes náleží povětšinou do regionu Grand Est. Hlavním městem středověkého hrabství Champagne bylo Troyes. Oblast je proslavená svým šumivým vínem, které jako jediné může nést označení šampaňské víno, jež se v této formě rozvíjelo od 17. století. Chladné a vlhké podnebí této oblasti výrazně ovlivňuje kyselost hroznů, a tak se dobře hodí pro výrobu šampaňského vína.

## Geografie
Ačkoliv je šampaňské celosvětově známý výrobek tohoto regionu, tvoří vinice jen malou část zemědělsky využívané plochy. Rozkládají se na svazích pahorků na západě a jihovýchodě. Mnohem rozsáhlejší je orná půda, která také dala oblasti jméno (champs [tʃɑ̃mps] = pole, z latinského campus).

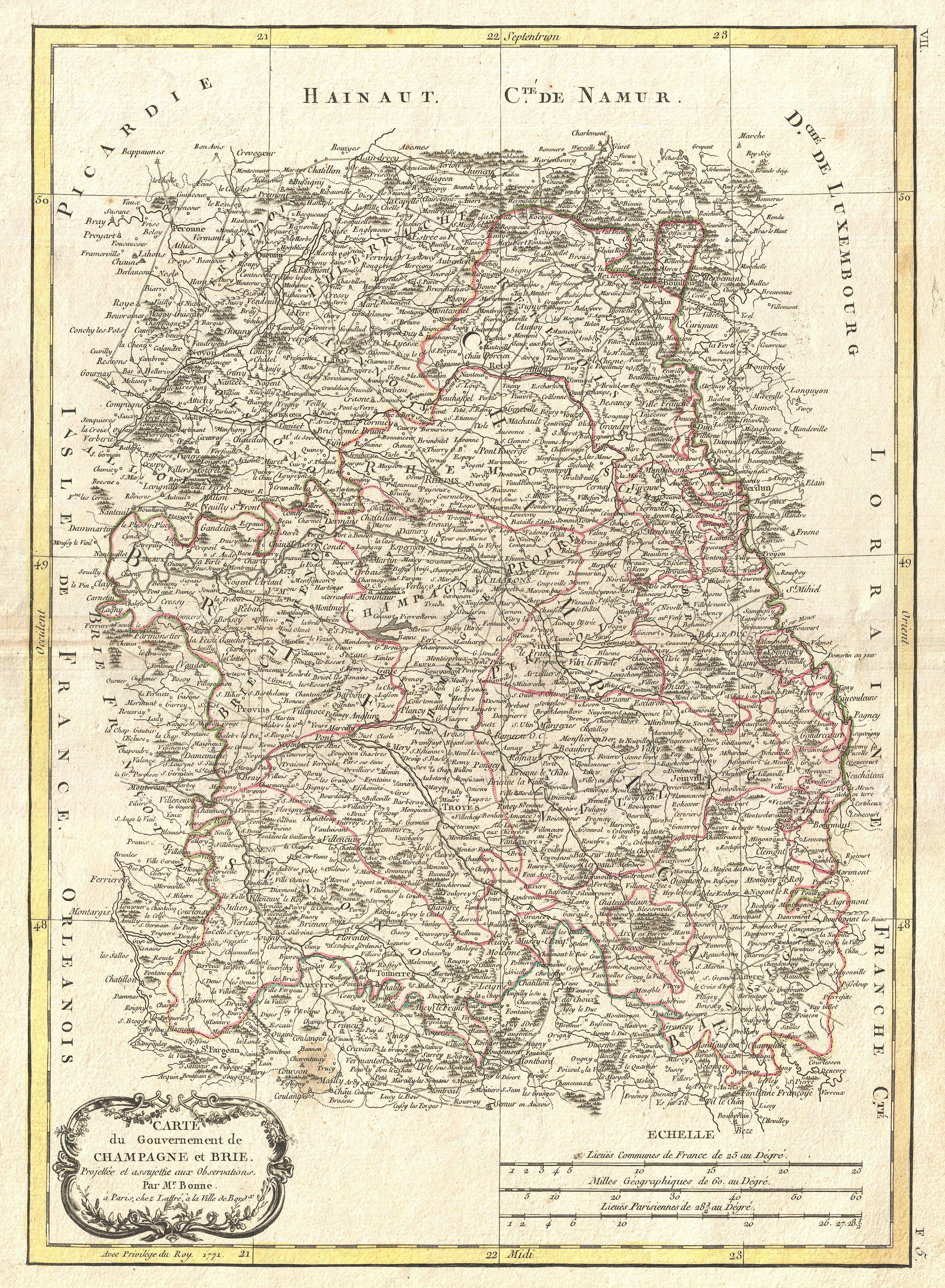
Champagne na mapě z roku 1771

Champagne hraničí na západě s Pikardií a Île-de-France, na jihu s Burgundskem a Franche-Comté a na východě s Lotrinskem.
Champagne má tři odlišné krajinné charaktery:
- západní část tvoří zlomová linie Pařížské pánve Côte de l'Ile de France. Skládá se z vápencových pohoří Montagne de Reims severně od Marny a Côte des Blancs (Pobřeží bílého /vína/) jižně od Marny, na východním okraji oblasti Brie a jejích nevysokých pahorků Bassee po obou stranách údolí řek Aube a Seiny.
- K ní přiléhá další část území zvaná Champagne sèche (suchá Champagne). Vyznačuje se návršími pokrytými poli. V pozdním středověku a raném novověku byla půda stálým zemědělstvím silně vyčerpána. Od 19. století díky opatřením jako zalesňování návrší a lepší hnojení byla půda napravena, takže zemědělství je zde opět velmi rozvinuté.
- Na východě se pak rozkládá Champagne humide (vlhká Champagne) bohatá na deště s lesnatými návršími. Mezi nimi položená pánev u Bar-le-Duc patří sice geologicky k této oblasti, ale historicky bylo Barské vévodství samostatným teritoriem.

K nejvýznamnějším městům v Champagne patří Remeš, Épernay, Troyes, Langres, Rethel, Vitry-le-François a Châlons-en-Champagne.

## Historie

Historický znak hrabat ze Champagne, dnes znak regionu Champagne-Ardenne

V antice sídlil v Champagne keltský kmen Catalaunů. Po dobytí Galie (58–51 př. n. l.) se stala součástí římské provincie Gallia Belgica. V době úpadku římské říše zde v roce 451 v bitvě na Katalaunských polích zastavil římský vojevůdce Flavius Aetius postup Hunů do Evropy.
Známé jsou také křty prvního křesťanského franského krále, Chlodvíka I. (496) sv. Remigiem a později Ludvíka Pobožného (816). Vedle baziliky Saint-Denis patřila Remeš k nejvýznamnějším duchovním centrům Francie a zdejší katedrála byla tradičním místem korunovace a pomazání francouzských králů. Ve středověku byla Champagne hrabstvím, jehož hrabata patřila k nejmocnějším knížatům Francie. Díky velkým trhům patřil region k hospodářsky významným evropským centrům.
Za první světové války probíhala válečná fronta mezi německými a spojeneckými oddíly severně od linie Remeš–Sainte-Menehould–Verdun. Po ustálení fronty na podzim 1914 následovaly krvavé bitvy jako první bitva na Marně (září 1914), první bitva v Champagne (únor/březen 1915), druhá bitva v Champagne (září/říjen 1915), bitva o masiv Mont Cornillet (duben 1917) nebo spojenecká ofenzíva (září/říjen 1918). Na tuto dobu upomíná množství válečných hřbitovů a pomníků. Podstatná část bývalého válečného pole využívá jako cvičiště a střeliště francouzská armáda.